# Dolichos luticola
Dolichos luticola är en ärtväxtart som beskrevs av Bernard Verdcourt. Dolichos luticola ingår i släktet Dolichos och familjen ärtväxter. Inga underarter finns listade i Catalogue of Life.